# Mònica Weisz Romero
Mònica Weisz Romero (Sabadell, Vallès occidental, 18 d'abril de 1969) és una jugadora de tennis de taula catalana amb arrels familiars a Hongria. Ha estat cinc vegades als Campionats del Món, dues vegades als d'Europa sènior, deu vegades als de Catalunya, divuit als d'Espanya i guanyadora de sis Lligues. El 2016 fundà el Club Tennis Taula Sabadell, entitat amb la qual competeix.
El 2016 va disputar el Mundial de veterans de tennis taula, una prova oficial en què participen molts palistes d'arreu del món, celebrat a Alacant i Elx amb una samarreta amb l'estelada.
Es va formar a la Societat Cultural i Recreativa El Ciervo de Sabadell i també competí amb l'EPIC de Terrassa, el Cartagena i el Club Tennis Taula Osona Vic Esportiu (1983-99). Va guanyar sis Lligues tres amb l'EPIC (1987, 1990, 1991), dues amb el Cartagena (1993, 1995) i una amb el Vic (1998). Fou divuit vegades campiona d'Espanya, un cop individual (1995), set de dobles (1987-90, 1993, 1995, 1998), quatre de dobles mixtos (1986, 1993, 1998, 1999) i sis per equips (1987, 1990, 1991, 1992, 1994, 1995). En els Campionats de Catalunya fou un cop campiona individual, sis de dobles i tres per equips. Ha sigut quatre vegades campiona d'Europa juvenil, ha guanyat un Mundial Universitari i uns Jocs Iberoamericans.
Membre d'una nissaga de jugadors, amb la seva germana bessona Montse fou sis cops campiona d'Espanya i cinc de Catalunya de dobles, i amb el seu germà Pere, dos cops campiona d'Espanya de dobles mixtos. Participà en cinc Campionats del Món i dos d'Europa. Retirada el 1999, el 2009 tornà per jugar amb els Falcons de Sabadell a la primera divisió.